# Dyrines huanuco
Espèce
Dyrines huanuco est une espèce d'araignées aranéomorphes de la famille des Trechaleidae.

## Distribution
Cette espèce est endémique de la région de Huanuco au Pérou,.

## Étymologie
Son nom d'espèce lui a été donné en référence au lieu de sa découverte, la région de Huanuco.

## Publication originale
- Carico & Silva, 2008 : Revision of the Neotropical spider genus Dyrines (Araneae, Lycosoidea, Trechaleidae). Journal of Arachnology, vol. 36, p. 111-117 (texte intégral).